# Falk Grieffenhagen
Falk Grieffenhagen est un musicien et technicien vidéo, né en 1969 à Norden en Allemagne. Il est connu pour être le quatrième membre du groupe Kraftwerk depuis 2013.

## Biographie
Falk Grieffenhagen a étudié l'ingénierie du son et de la vidéo à Düsseldorf. Il a également étudié le saxophone de jazz, la clarinette, la flûte et le piano à Cologne. Il a remplacé Stefan Pfaffe au sein du groupe Kraftwerk en 2013. Il est présent sur scène lors des concerts de Kraftwerk et a participé à l'album 3-D The Catalogue sorti en 2017.